# Lino Ventura
Lino Ventura, rodným jménem Angiolino Giuseppe Pasquale Ventura (14. července 1919, Parma – 22. října 1987, Saint-Cloud), byl francouzsko-italský filmový herec a sportovec italského původu, mistr Evropy v zápase ve volném stylu pro rok 1950 ve střední váze, muž sveřepého vzezření a citlivé duše.

## Život a kariéra

### Mládí
Pocházel z italské Parmy, již od osmi let žil se svou rodinou v Paříži, jeho otec Giovanni Ventura krátce poté rodinu opustil, takže zůstal sám s matkou Luisou, rozenou Borrini. V únoru 1942 dostal povolávací rozkaz, aby sloužil v italské armádě u horských myslivců, avšak krátce po nástupu na vojnu dezertoval zpět do Francie a už se do armády nevrátil. Už od 10 let se živil všelijak, kromě toho se věnoval i sportu. Krátce poté co se stal mistrem Evropy (v zápasení ve volném stylu) mu soupeř nešťastně zlomil nohu a tak musel vrcholového sportu předčasně zanechat, nicméně do konce svého života dále intenzivně sportoval rekreačně.

### Filmová kariéra
V roce 1954 se uchytil u filmu, jeho drsný a zároveň i velice přirozený civilní herecký projev byl velice přesvědčivý. Hned ve svém prvním filmu Nesahejte na prachy si zahrál s Jeanem Gabinem, se kterým se později velmi spřátelil.
Zpočátku hrál většinou jen samé drsné a tvrdé postavy, gangstery, zločince, policisty, lidi na okraji společnosti. Postupem doby se ale vypracoval i na vynikajícího charakterního herce. Kromě francouzských filmů také hrál (díky svému původu) i v celé řadě italských filmů. Přátelil se také s šansoniérem Jacquesem Brelem, se kterým natočil snímek Daleký západ.
Za ztvárnění postavy Jeana Valjeana ve snímku Ubožáci natočeném v roce 1982 byl nominován na Césara. Bránil se všem cenám a oceněním i poctám, odmítl převzít i vysoké francouzské státní vyznamenání – Řád čestné legie.
Během své kariéry natočil zhruba 70 filmů. I přes lákavé nabídky ale nikdy nevstoupil na divadelní jeviště, snad proto, že byl herec samouk.

### Osobní život
Společně se svojí manželkou se velmi intenzivně věnoval charitativní činnosti. Jejich dcera Linda byla zdravotně postižená a proto se věnovali především postiženým dětem. Jeho žena Odette Lecomte v roce 1987 obdržela za svoji charitativní činnost Řád čestné legie.
Zemřel náhle v roce 1987 na infarkt. Je pohřben na hřbitově ve francouzské obci Le Val-Saint-Germain.

## Filmografie (výběr)
- 1954: Nesahejte na prachy (Touchez pas au grisbi), režie Jacques Becker
- 1955: Když je v Paříži noc (Razzia sur la Chnouf), režie Henri Decoin
- 1956: Zákon ulic (La Loi des rues), režie Ralph Habib
- 1956: Zločin a trest (Crime et châtiment), režie Georges Lampin
- 1958: Maigret klade past (Maigret tend un piège), režie Jean Delannoy
- 1958: Milenci z Montparnassu (Montparnasse 19), režie Jacques Becker
- 1958: Výtah na popraviště (Ascenseur pour l'échafaud), režie Louis Malle
- 1958: Zdraví vás Gorila (Le Gorille vous salue bien), režie Bernard Borderie
- 1959: Šelma na svobodě (Le Fauve est lâché), režie Maurice Labro
- 1960: Velký risk (Classe tous risques), režie Claude Sautet
- 1962: Nevítaný dědic (Le Bateau d'Émile), režie Denys de La Patellière
- 1963: Povedení strejcové (Les Tontons flingueurs), režie Georges Lautner
- 1964: 100 000 dolarů na slunci (Cent mille dollars au soleil), režie Henri Verneuil
- 1964: Tajný policista (Les Barbouzes), režie Georges Lautner
- 1966: Druhý dech (Le Deuxieme souffle), režie Jean-Pierre Melville
- 1966: My se nehněváme (Ne nous fâchons pas), režie Georges Lautner
- 1967: Dobrodruzi (Les Aventuriers), režie Robert Enrico
- 1968: Dravec (Le Rapace), režie José Giovanni
- 1969: Armáda stínů (L'Armée des ombres), režie Jean-Pierre Melville
- 1969: Sicilský klan (Le Clan des Siciliens), režie Georges Lautner
- 1970: Poslední adresa (Dernier domicile connu), režie José Giovanni
- 1971: Rumový bulvár (Boulevard du Rhum), režie Robert Enrico
- 1972: Valachiho svědectví (The Valachi Papers), režie Terence Young
- 1973: Mlčenlivý (Le Silencieux), režie Claude Pinoteau
- 1973: Dotěrný chlap (L'Emmerdeur), režie Edouard Molinaro
- 1973: Nejpomatenější rozum (La Raison du plus fou), režie François Reichenbach
- 1973: Šťastný nový rok (La Bonne année), režie Claude Lelouch
- 1974: Facka (La Gifle), režie Claude Pinoteau
- 1975: Nelítostný souboj (Adieu poulet), režie Pierre Granier-Deferre
- 1975: Klec (La Cage), režie Pierre Granier-Deferre
- 1976: Ctihodné mrtvoly (Cadaveri eccellenti), režie Francesco Rosi
- 1978: Motýl na rameni (Un papillon sur l'épaule), režie Jacques Deray
- 1978: Dotek Medúzy (The Medusa Touch), režie Jack Gold
- 1979: Rozhněvaný muž (L'Homme en colère), režie Claude Pinoteau
- 1981: Svědek (Garde à vue), režie Claude Miller
- 1982: Probuď se špione (Espion, lève-toi), režie Yves Boisset
- 1982: Bídníci (Les Misérables), režie Robert Hossein
- 1983: Drsný chlapík (Le Ruffian), režie José Giovanni
- 1984: 100 dní v Palermu (Cento giorni a Palermo), režie Giuseppe Ferrara